# Mammifrontia rileyi
Mammifrontia rileyi là một loài bướm đêm trong họ Noctuidae.